# Nowa Kaźmierka
Nowa Kaźmierka (niem. Neu Kazimierka) – wieś w Polsce położona w województwie wielkopolskim, w powiecie pleszewskim, w gminie Chocz.

## Historia
Wieś założona w 1790 z inicjatywy infułata chockiego Kazimierza Lipskiego, na pograniczu Królestwa Prus i Imperium Rosyjskiego w związku z parcelacją gruntów i wycinką lasów nad Prosną. Do 1945 zamieszkana w większości przez protestantów wyznania ewangelicko-augsburskiego. W 1919 znajdowała się tu niemiecka szkoła ludowa.
W latach 1975–1998 miejscowość administracyjnie należała do województwa kaliskiego.
Wierni wyznania katolickiego, mieszkający w Nowej Kazimierce, należą do parafii św. Andrzeja Apostoła w Choczu. W 1948 roku mieszkańcy wznieśli krzyż sosnowy, który w 1982 roku został zastąpiony lastrykowym. Na terenie wsi odprawiane są w niedziele msze święte w udostępnianym kościele ewangelickim.

## Zabytki
- kościół ewangelicki z 1907 r. – świątynia ceglana, neogotycka, jednonawowa, zwieńczona sygnaturką.
- cmentarz ewangelicki z początku XX w. – cmentarz przykościelny z zabytkowymi nagrobkami.
- dom drewniany z końca XIX w. – chałupa drewniana kryta strzechą.